# 雁荡山龙鼻洞摩崖题记
雁荡山龙鼻洞摩崖题记又名雁山碑窟，是浙江省乐清市境内的一处摩崖石刻，位于雁荡山灵岩景区龙鼻洞内。石刻沿山分布，分三坛，现存94处，时代从唐代至现代，其中不乏沈括等名人留下的题刻。2019年10月7日，雁荡山龙鼻洞摩崖题记被列入第八批全国重点文物保护单位。